# Muslići (Bijelo Polje)
Pour les articles homonymes, voir Muslići.
Muslići (en serbe cyrillique: Муслићи) est un village du nord-est du Monténégro, dans la municipalité de Bijelo Polje.

## Démographie

### Évolution historique de la population[1]
| 1948 | 1953 | 1961 | 1971 | 1981 | 1991 | 2003 |
| ---- | ---- | ---- | ---- | ---- | ---- | ---- |
| 416  | 429  | 377  | 327  | 284  | 273  | 289  |